# سن-کازیمیر، کبک
سن-کازیمیر (به فرانسوی: Saint-Casimir) شهری در منطقه شهری پورتنوف ناحیه کاپیتل-ناسیونال در استان کبک کانادا است. در سرشماری سال ۲۰۱۱ این شهر ۱٬۵۱۲ نفر جمعیت داشته‌است و مساحت آن ۶۵٫۹۳ کیلومتر مربع است.